# Piracetám
A piracetám  egy pirrolidon(en)-vegyület, a gamma-aminovajsav (GABA) gyűrűs származéka.
A piracetám nootropikus és neuroprotektív gyógyszer. Az agykéreg stimulációja útján hat, valamint oly módon, hogy növeli az idegsejtek energiaszintjét és metabolizmusuk sebességét. Valószínűleg gyorsítja az információáramlást a két agyfélteke között, és fokozza az ingerületátvivő acetilkolin hatását.
A VIII. Magyar Gyógyszerkönyvben Piracetamum    néven hivatalos.  

Magyarországon vényköteles.

## Hatása
A piracetám egy nootrop szer. Hatását pozitív AMPA-receptor modulátorként és ioncsatornák működésének befolyásolása által fejti ki. Hatékonysága klinikai vizsgálatokban egyértelműen nem igazolt.  
A piracetám alapvető hatásmechanizmusa sem nem sejt-, sem nem szervspecifikus. A piracetám dózisfüggő módon, fizikailag kötődik a membrán foszfolipid molekuláinak poláris végéhez, mobilis gyógyszer -foszfolipid komplexek képződnek, miáltal a piracetám helyreállítja a membrán lamelláris szerkezetét. Ez valószínűleg javítja a membrán-fluiditást, lehetővé téve, hogy a membrán- és transzmembrán fehérjék fenntartsák, illetve visszanyerjék eredeti szerkezetüket, ami alapvetően szükséges ahhoz, hogy funkciójukat kifejthessék. 
Fokozza az idegsejtekben a nukleotid-anyagcserét, az agyi glükóz és oxigén utilizációt, növeli a kolinerg és a dopaminerg neurotranszmissziót. 
Előnyösen befolyásolja a cerebrális mikrocirkulációt és metabolizmust cerebralis ischaemiában szenvedő betegeknél azáltal, hogy javítja a regionalis cerebralis véráramlást az ischaemiás részen anélkül, hogy az ép területek perfúzióját befolyásolná. Az ischaemiás agyterületeken az oxigénforgalom és az oxigénextrakciós arány emelkedése, valamint a primer ischaemiás agyi régiók glükózforgalmának növekedése figyelhető meg. EEG-vizsgálatok a teta- és deltakomponensek csökkenése mellett az alfakomponensek egyidejű erősödését mutatták.
Állatkísérletes vizsgálatok szerint hypoxia, cerebrális trauma, toxikus hatások, electroconvulsio ellen védi a központi idegrendszert, ill. mérsékli káros hatásukat.  
A piracetám javítja a kognitív funkciókat (tanulás, memória, figyelem, tudatosság) egészségesekben és funkcionális zavarban szenvedőkben egyaránt. Eközben szedatív vagy psychostimuláns hatást nem fejt ki. Cerebralis károsodások (hypoxia, mérgezés, electroconvulsív terápia) esetén védi és helyreállítja a kognitív képességeket. A hypoxia hatására bekövetkező agyi funkció és teljesítmény károsodások mértékét csökkenti.

Védelmet biztosít az agyi funkciók és teljesítmény hypoxia hatására bekövetkező változásaival szemben, amint azt az elektroencefalográfiás (EEG) és pszichometriás vizsgálatok bizonyítják. A piracetám javítja a csökkent tanulási és emlékezési funkciót is.
A piracetám javítja a vizuális-motoros teljesítményeket, a koncentrációt igénylő feladatok elvégzésére való képességet és az emlékezőképességet. A csökkent aktivitással, fáradékonysággal, a koncentrálóképesség gyengeségével járó állapotok normalizálásával az érzelmi hangulat javulását idézi elő.
A piracetám haemorheológiai hatásokat fejt ki a vérlemezkékre, a vörösvértestekre és az érfalakra oly módon, hogy fokozza az erythrocyták deformabilitását és csökkenti a trombocita-aggregáció mértékét, a vörösvértestek adhézióját az érfalakhoz, valamint a kapillárisok spasmusát. Sarlósejtes anaemiában szenvedő betegeknél a piracetám javítja a vörösvértest membrán deformabilitását, csökkenti a vér viszkozitását és megakadályozza a pénztekercs-képződést. 
A vérerekre gyakorolt hatások: Állatkísérletekben a piracetám gátolta a vasospasmust és kivédte a különböző vasoconstrictor szerek hatását. Vasodilatatios hatása egyáltalán nem volt, és nem váltotta ki a "steal" jelenséget, és nem volt vérnyomáscsökkentő hatása sem.
Egészséges önkéntesekben a piracetám csökkentette a vörösvértestek adhézióját az erek endotheliumához, és direkt serkentő hatást is kifejtett a prosztaciclin szintézisre az egészséges érfal endotheliumában.
Mind elsődleges, mind másodlagos Raynaud-kórban szenvedő betegeknél a 6 hónapon át alkalmazott piracetám a kezelés előtti értékekhez képest 30-40%-kal csökkentette a fibrinogén és a von Willebrand faktorok (VIII : C; VIII R R : AG; VIII R : vW) plazmaszintjét és növelte a vérzési időt.
A piracetám az első nootropikum, hatásának megnövelése érdekében érdemes acetilkolin-észteráz gátlókkal együtt szedni, illetve a fejfájásos mellékhatások kivédésének érdekében kolinforrást szedni mellé.

## Védjegyezett készítmények
- Nootropil (UCB)

### Generikumok
- Cerebryl (Medico Uno Kft.)
- Lucetam (Egis)
- Memoril (Meditop)
- Pirabene (Ratiopharm)
- Piracetam AL (Medicine & Business Kft.)
- Piracetam Sandoz (Sandoz)
- Piracetam Sopharma (Sopharma)
- Cognit (Goodwill Pharma)

## Külső hivatkozások
- Adatlap a HáziPatika honlapon.